# Корь
Корь (лат. morbilli) — острое инфекционное вирусное заболевание с очень высоким уровнем заразности, возбудителем которого является вирус кори. Характеризуется высокой температурой (до 40,5 °C), воспалением слизистых оболочек полости рта и верхних дыхательных путей, конъюнктивитом и характерной пятнисто-папулёзной сыпью кожных покровов, общей интоксикацией.
По оценкам Всемирной организации здравоохранения, в 2018 году в мире от кори погибло около 140 тысяч человек, большинство из них — дети в возрасте до пяти лет.
Корь остаётся одной из заметных причин детской смертности в развивающихся странах (1,3 % детской смертности на 2016 год).
Количество случаев заболеваемости корью в мире в 2017 году резко возросло. Из-за пробелов в охвате вакцинацией, вспышки кори наблюдались во всех регионах.
В России заболеваемость корью в 2018 году составила 1,7 случаев на 100 000 человек.
Откровенно говоря, смерть любого ребёнка от такой предотвращаемой вакцинами болезни, как корь, вызывает возмущение и говорит о коллективной неспособности защитить наиболее уязвимых детей мира, — Ради спасения жизней мы должны заботиться о том, чтобы преимущества вакцин были доступны каждому, — а для этого необходимо выделять ресурсы на развитие иммунизации и качественной медицинской помощи как права каждого человека.

## Этиология

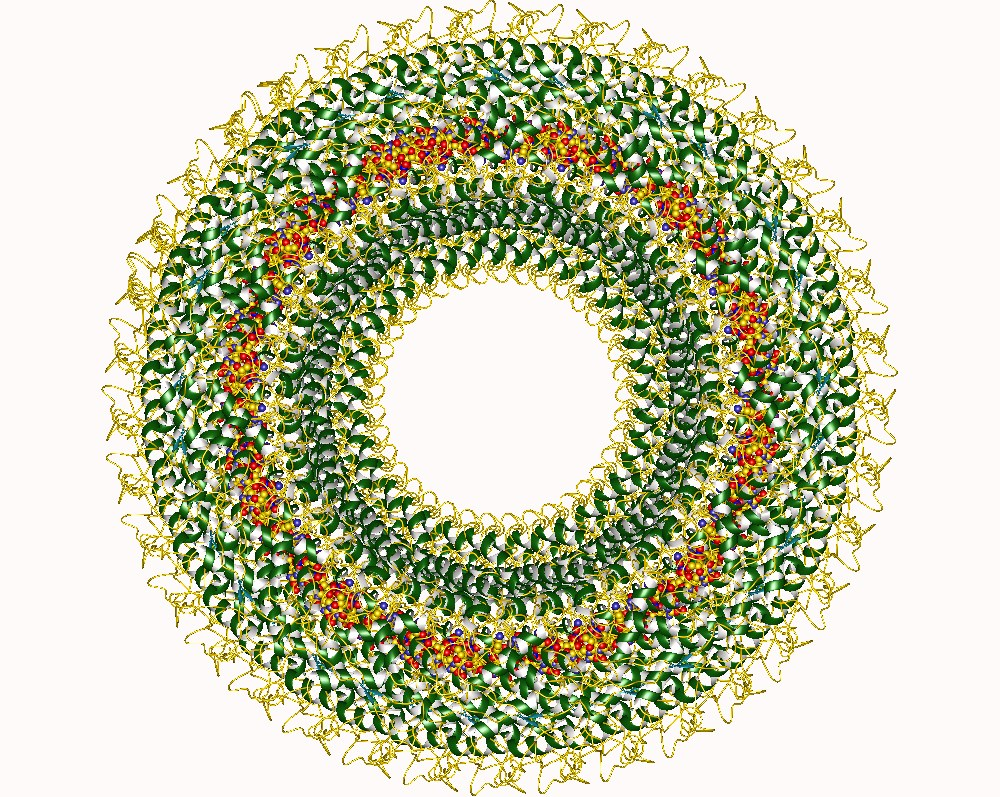
Нуклеокапсид вируса кори

Возбудителем кори является РНК-вирус рода морбилливирусов семейства парамиксовирусов, имеющий сферическую форму и диаметр 120—230 нм. Вирус состоит из нуклеокапсида — минус-нити РНК, трёх белков и внешней оболочки, образованной матричным белком и двумя поверхностными гликопротеинами: один из них — гемагглютинин, другой — «фьюжен» белок.
Вирус остаётся активным в воздухе и на поверхностях до 2 часов, он малоустойчив во внешней среде, быстро погибает вне человеческого организма от воздействия различных химических и физических факторов (облучение, кипячение, обработка дезинфицирующими средствами).
Есть гипотеза о происхождении вируса кори от вируса чумы крупного рогатого скота в период возникновения животноводства.
Несмотря на нестойкость к воздействию внешней среды, известны случаи распространения вируса на значительные расстояния с потоком воздуха по вентиляционной системе — в холодное время года в одном отдельно взятом здании.
Ослабленные штаммы вируса кори используются для производства живой противокоревой вакцины.

## Распространение
Путь передачи инфекции — воздушно-капельный, вирус выделяется во внешнюю среду в большом количестве больным человеком со слизью во время кашля, чихания и так далее. Корь является одной из самых заразных болезней в мире, контагиозность составляет 90 %, то есть каждый больной заражает 9 из 10 контактировавших с ним неиммунных к кори людей.
Источник инфекции — больной корью в любой форме, который заразен для окружающих с последних дней инкубационного периода (последние 4 дня) до 4-го дня высыпаний. С 5-го дня высыпаний больной считается незаразным.
Индекс репродукции (R0) кори составляет 12…18. Это означает, что каждый заражённый человек распространит вирус минимум на 12—18 других.
До введения массовой вакцинации против кори, ею болели преимущественно дети в возрасте от двух до пяти лет; значительно реже — взрослые, не переболевшие этим заболеванием в детском возрасте. По данным Европейского центра профилактики и контроля заболеваний, в 2006—2016 годах в Евросоюзе в разные годы 25—50 % всех заболевших корью были в возрасте 1—9 лет, 20—50 % были старше 20 лет, а 5—15 % были младше года.
Если мать ранее переболела корью, новорождённые дети имеют врождённый или колостральный (молозивный, от лат. colostrum — молозиво) иммунитет, то есть приобретённый пассивный иммунитет, развивающийся при передаче новорождённому антител внутриутробно или с молозивом от матери. Этот иммунитет сохраняется первые 6—9 месяцев жизни; пассивный иммунитет у детей тех матерей, которые не переболели корью, а были привиты в детстве, сохраняется на более короткий срок. Встречаются случаи врождённой кори при трансплацентарном заражении вирусом плода от больной матери.
После перенесённого заболевания развивается стойкий иммунитет, повторное заболевание корью человека без сопутствующей патологии иммунной системы сомнительно, хотя и такие случаи описаны. Большинство случаев кори наблюдаются в зимне-весенний период (декабрь—май) с ростом заболеваемости каждые 2—4 года.
В настоящее время в странах, проводящих тотальную вакцинацию против кори, заболевание встречается в виде отдельных вспышек (вспышкой кори, как правило, считается заболевание трёх и более человек) и эпидемий, захватывающих несколько десятков или сотен человек. Случаи, когда за сезон корью заболевают более тысячи человек, редки — например, в Европейском регионе ВОЗ в XXI веке в странах с охватом двумя дозами свыше 90 % такие случаи отмечались во время эпидемий кори в Армении в 2004 году, в Азербайджане в 2003 и 2005 годах, в Болгарии в 2009 и 2010 годах (более 20 тысяч случаев), в Германии в 2006, 2011, 2013, 2015 годах, в Испании в 2011 и 2012 годах, в Нидерландах в 2013 году, в России в 2003, 2004, 2006, 2012—2014, 2017 годах, в Румынии в 2005, 2006, 2011 годах (более 5 тысяч случаев).

## Патогенез и патологическая анатомия
Проникновение вируса в организм человека происходит через слизистую оболочку верхних дыхательных путей и далее с током крови (первичная виремия) вирус попадает в ретикулоэндотелиальную систему (лимфатические узлы) и поражает все виды белых кровяных клеток. С 3-го дня инкубационного периода в лимфоузлах, миндалинах, селезёнке можно обнаружить типичные гигантские многоядерные клетки Warthin — Finkeldey с включениями в цитоплазме. После размножения в лимфатических узлах вирус снова попадает в кровь, развивается повторная (вторичная) вирусемия, с которой связано начало клинических проявлений болезни. Вирус кори подавляет деятельность иммунной системы (возможно непосредственное поражение Т-лимфоцитов), происходит снижение иммунитета и, как следствие, развитие тяжёлых вторичных, бактериальных осложнений с преимущественной локализацией процессов в органах дыхания. Вирус, возможно, вызывает и временный гиповитаминоз витамина А.
Микроскопическая картина: слизистая дыхательных путей — отёк, полнокровие сосудов, очаги некроза, участки метаплазии эпителия, очаговая лимфогистиоцитарная инфильтрация в подслизистом слое. Ретикулоэндотелиальная система — клетки Warthin — Finkeldey. Кожа — изменения в сосочковом слое дермы в виде отёка, полнокровия сосудов, кровоизлияний с периваскулярной лимфогистиоцитарной инфильтрацией, фокусы некроза в эпидермисе.

## Классификация кори
По МКБ-X:
В05 Корь
В05.0 Корь, осложнённая энцефалитом
В05.1 Корь, осложнённая менингитом
В05.2 Корь, осложнённая пневмонией
В05.3 Корь, осложнённая средним отитом
В05.4 Корь с кишечными осложнениями
В05.8 Корь с другими осложнениями
В05.9 Корь без осложнений
По типу:
• типичная;
• атипичная (митигированная, абортивная, стертая, бессимптомная, гипертоксическая).
По клиническому периоду кори:
• катаральный период;
• период высыпаний;
• период пигментации.
По степени тяжести:
• лёгкая;
• среднетяжёлая;
• тяжёлая.
По течению:
• гладкое;
• негладкое (с осложнениями, с наслоением вторичной инфекции, с обострением хронических заболеваний).

## Клиническая картина типичной кори

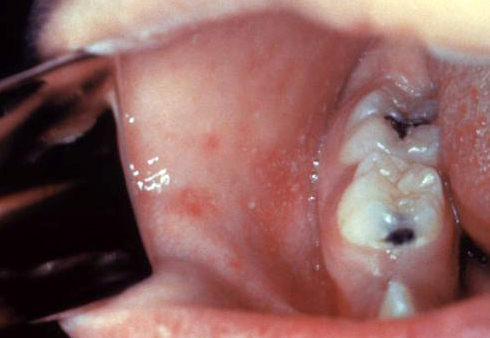
Пятна Бельского — Филатова — Коплика на внутренней поверхности щеки

Инкубационный период от 8 до 17 дней. У пациентов, получавших иммуноглобулин, компоненты крови, плазму — 21 день. Острое начало — подъём температуры до 38—40 °C, сухой кашель, насморк, светобоязнь, чихание, осиплость голоса, головная боль, отёк век и покраснение конъюнктивы, гиперемия зёва и коревая энантема — красные пятна на твёрдом и мягком нёбе. На 2-й день болезни на слизистой щёк в области моляров появляются мелкие белёсые пятнышки, окружённые узкой красной каймой: это так называемые пятна Бельского — Филатова — Коплика, представляющие собой патогномоничный симптом кори. Коревая сыпь (экзантема) появляется на 4—5-й день болезни, сначала на лице, шее, за ушами, на следующий день на туловище и на 3-й день высыпания покрывают разгибательные поверхности рук и ног, включая пальцы. Сыпь состоит из мелких папул, окружённых пятном и склонных к слиянию (в этом её характерное отличие от краснухи, сыпь при которой не сливается).
Обратное развитие элементов сыпи начинается с 4-го дня высыпаний: температура нормализуется, сыпь темнеет, буреет, пигментируется, шелушится (в той же последовательности, что и высыпания). Пигментация сохраняется на протяжении от одной до полутора недель.

## Осложнения
При кори возможны осложнения, связанные с работой центральной нервной системы, дыхательной системы и желудочно-кишечного тракта, среди них: ларингит, круп (стеноз гортани), бронхит, трахеит, отит, синусит, первичная коревая пневмония, вторичная бактериальная пневмония, коревой энцефалит, гепатит, лимфаденит, мезентериальный лимфаденит. Довольно редкое позднее осложнение — подострый склерозирующий панэнцефалит.

## Атипичная (ослабленная) корь
Наблюдается у привитых детей, детей, получавших иммуноглобулин или препараты крови в инкубационный период, протекает легко, стадийность высыпаний нарушена, инкубационный период удлиняется до 21 дня.

## Корь у взрослых
Корь у взрослых встречается весьма редко, чаще всего ею заболевают люди, не получившие вакцинацию. У взрослых людей заболевание корью протекает обычно тяжелее, чем у детей. Часто при этом наблюдаются пневмония и бактериальные осложнения. Иногда последствием может стать слепота и значительное ухудшение слуха.

## Корь у больных иммунодефицитом
У больных ВИЧ имеет тяжёлое течение, часто заканчивается смертью.

## Корь и аллергия
Существуют статистические исследования, показывающие, что корь защищает детей от развития аллергии. Другие исследования не находят этого эффекта. Возможно, высокая резистивность к развитию аллергических реакций в результате перенесенной инфекции кори обуславливается угнетением иммунитета, наблюдающегося из-за сильного (11—73 %) снижения количества Т-лимфоцитов в крови больного в течение периода до трёх лет после перенесённого заболевания.

## Лабораторные данные
Лимфопения, лейкопения, в случае бактериальных осложнений — лейкоцитоз, нейтрофилез. При коревом энцефалите — повышенное содержание лимфоцитов в спинномозговой жидкости. Через 1—2 дня после высыпаний повышается специфический IgM.
Через 10 дней IgG. Для выявления специфических противокоревых антител используется реакция гемагглютинации. В ранние сроки болезни вирус обнаруживается методом иммунофлюоресценции.

## Дифференциальный диагноз (ДД)
Грипп, вирусная инфекция Коксаки, аденовирусная инфекция — при классической кори всегда определяются пятна Бельского — Филатова — Коплика; краснуха, скарлатина, синдром токсического шока, вызванного стафилококком, аллергическая и медикаментозная сыпь, синдром Кавасаки, синдром Стивенса — Джонсона, инфекционный мононуклеоз и другие болезни, о которых необходимо помнить при диагностике кори.

## Лечение
Препаратов для специфического лечения кори не разработано.
Симптоматическое лечение включает отхаркивающие, муколитики, противовоспалительные аэрозоли для смягчения воспалительных процессов дыхательных путей.
Чтобы уменьшить лихорадку и боль, можно использовать ибупрофен или парацетамол. Детям, болеющим корью, не рекомендуется принимать аспирин, поскольку, согласно результатам некоторых исследований, аспирин может привести к развитию синдрома Рея. Другие исследователи ставят под сомнение связь между развитием синдрома Рея и применением аспирина при лечении кори.
Тем не менее большинство врачей рекомендуют воздержаться от использования аспирина для лечения кори и других заболеваний, сопровождающихся лихорадкой, у детей в возрасте до 16 лет.
Для снижения уровня провоспалительных цитокинов применяют энтеросорбенты, что облегчает течение заболевания и снижает вероятность развития осложнений.
Для снятия зуда на коже рекомендуются ежедневные ополаскивания тела и умывания раствором с порошком Деласкин (синтетический танин)
Для промывания глаз во время болезни можно использовать раствор пищевой соды или крепкий чай. При конъюнктивите рекомендуют капли с антибиотиками (левомицетин 0,25 %, альбуцид 20 %).
Ротовую полость можно полоскать, используя настой ромашки, чай, раствор хлоргексидина, раствор соды с солью, раствор фурациллина.
В случае развития пневмонии или других бактериальных осложнений при кори показаны антибиотики, в тяжёлых случаях крупа используются кортикостероиды.
Всемирная организация здравоохранения при заболевании корью рекомендует применение витамина А, что уменьшает риск осложнений на глаза и снижает смертность на 50 %.

## Прогноз
В индустриальных странах перед введением вакцинации от кори, её летальность составляла 0,02 % — 0,15 %.
В настоящее время в индустриально развитых странах смертельные исходы при кори наблюдаются редко, в XXI веке в странах Европы при массовых (более тысячи случаев в год) эпидемиях кори смертность составляла 0,004 % — 0,28 %.
Большинство людей переносят корь без последствий, хотя в некоторых случаях могут возникнуть осложнения. Приблизительно четверть пациентов будут госпитализированы, а 1—2 из 1000 умрут. Осложнения чаще встречаются у ослабленных детей в возрасте до 5 лет, у взрослых старше 20 лет, у беременных женщин, у иммунокомпрометированных пациентов (с лейкемией или ВИЧ-инфицированные).
Возможные последствия кори: ларинготрахеобронхит, нейросенсорная тугоухость, панэнцефалит (от 1 до 30 на 300 000 случаев). Мозг при коревом энцефалите повреждается настолько, что пациент может впасть в кому или умереть.
Вирус кори способен убивать клетки иммунной системы, которые вырабатывают антитела к различным инфекциям. Это ослабляет иммунную систему на несколько лет.

## Профилактика

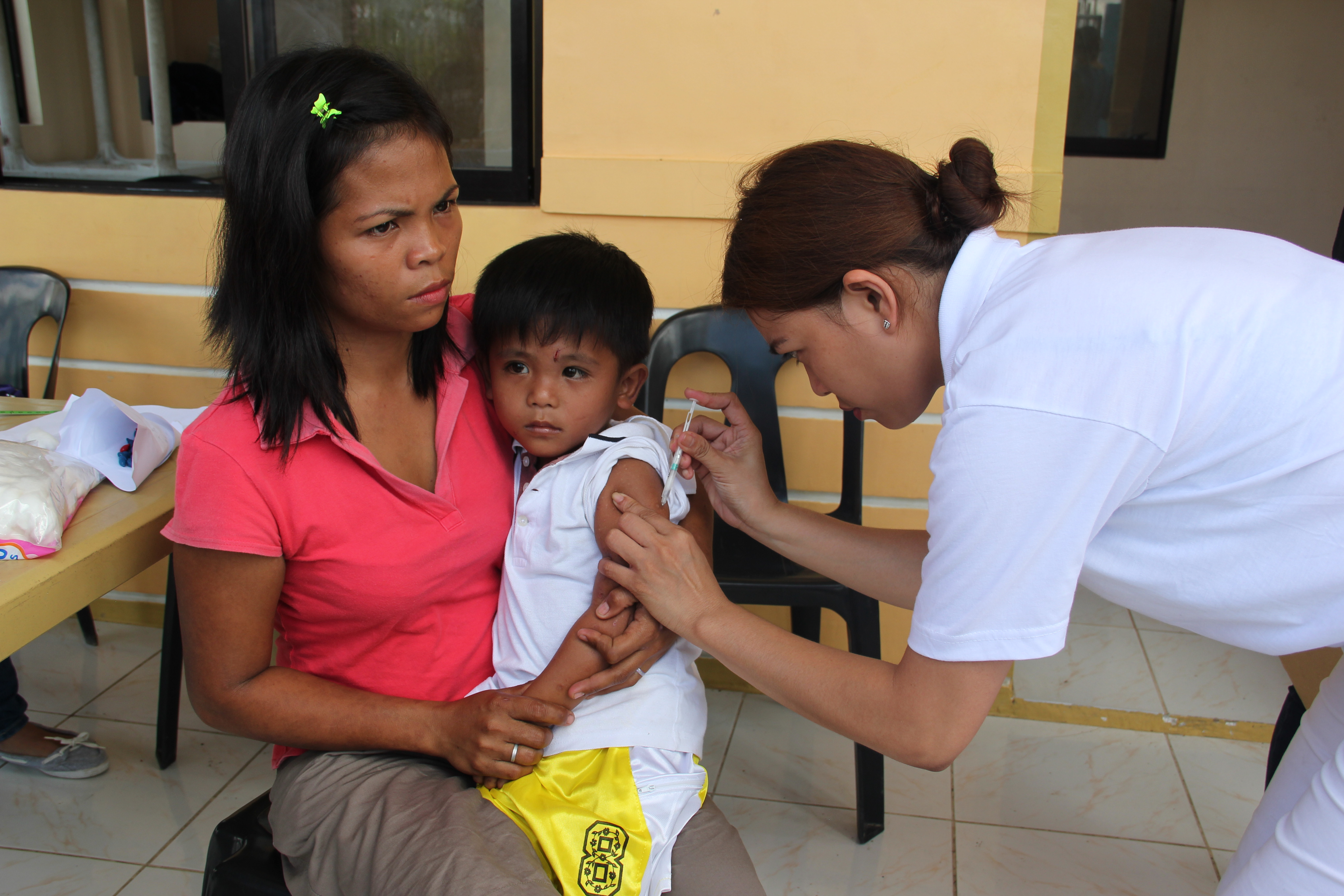
Ребёнка вакцинируют против кори

Вакцина против кори была создана в 1963 году. В настоящее время существуют несколько живых вакцин против кори. Вакцина против кори очень эффективна. После введения одной дозы 85 % детей девятимесячного возраста и 95 % детей двенадцатимесячного возраста получают иммунитет. Почти все, у кого не развивается иммунитет после введения первой дозы, приобретают иммунитет после введения второй дозы. Всемирная организация здравоохранения рекомендует проведение первой вакцинации детям в возрасте девяти месяцев в тех регионах, где это заболевание является распространенным, и в возрасте двенадцати месяцев — в тех регионах, где заболевание встречается редко, ранее в развитых странах вакцинация проводилась между 12 и 18 месяцем жизни ребёнка; в случае эпидемии возможно прививать детей начиная с возраста в шесть месяцев (в этом случае прививка не может быть зачтена как первая из двух доз вакцинации). С 1980-x годов для обеспечения максимально возможного уровня иммунитета и из-за сдвига возраста вакцинации во многих странах с 12—15 месяцев на 9 месяцев рекомендуется вакцинация двумя дозами вакцины.
Поскольку корь передаётся только между людьми, может быть уверенно диагностирована, а существующие вакцины достаточно эффективно снижают распространение болезни, корь в принципе может быть полностью искоренена.
По современным представлениям, для полного искоренения кори в стране уровень охвата вакциной в каждом из её районов должен быть не менее 95 %.
Защитное действие вакцины длится много лет, кроме того, она может защитить от заболевания при введении в течение нескольких дней после заражения. Остаётся неясным, становится ли вакцина менее эффективной в течение длительного времени без естественного бустера, получаемого при контакте с живым вирусом. Тем не менее считается, что вероятность заражения корью человека, получившего в детстве две дозы противокоревой вакцины, очень мала.
При случае болезни всем непривитым контактным лицам старше 1 года проводится экстренная вакцинопрофилактика, при наличии противопоказаний вводится иммуноглобулин. С целью создания активного иммунитета проводится плановая вакцинопрофилактика живой коревой вакциной (ЖКВ) в соответствии с календарём прививок, а также детям и взрослым при отсутствии у них противокоревых антител. Комплекс противоэпидемических мероприятий в очаге инфекции включает выявление источника инфекции, контактных, имевших факт безусловного или вероятного общения с больным, для установления границ очага. Источник инфекции изолируется на весь заразный период (до 4-го дня высыпаний). Бывшие с ним в контакте дети и взрослые, работающие с детьми (за исключением лиц, ранее болевших корью, привитых, серопозитивных с титром противокоревых антител 1:5 и выше), подвергаются разобщению с другими детьми на 17 дней (при введении иммуноглобулина — 21 день). Экстренная профилактика нормальным иммуноглобулином человека проводится в первые 5 дней после контакта детям от 3 до 12 мес. и беременным.

### Лекарственная форма вакцины

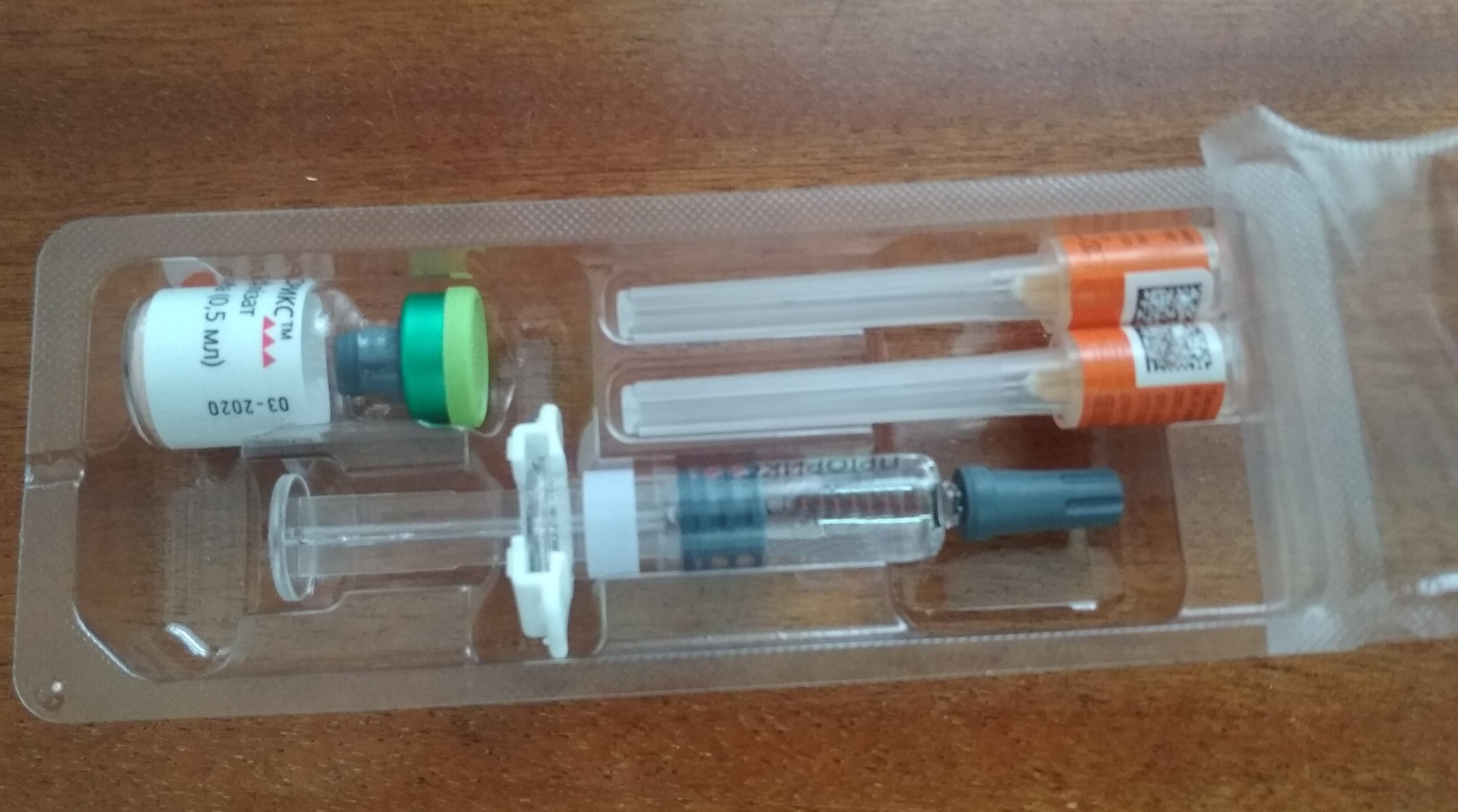
Комбинированная вакцина против кори и краснухи

Живая вакцина против кори применяется либо в виде моновалентной вакцины, либо в виде вакцины, содержащей коревой компонент (ВСК), в комбинации с вакцинами против краснухи, паротита и ветряной оспы, в составе комбинированных вакцин MMR и MMRV, или других комбинированных вакцин. Вакцина работает одинаково хорошо во всех лекарственных формах. Вакцина производится в виде порошка, который необходимо смешивать непосредственно перед введением подкожно или внутримышечно. Эффективность вакцинации у привитого можно проверить по анализу крови: количество специфического иммуноглобулина класса G к вирусу кори (IgG Measles) указывает на наличие или отсутствие защиты.

### Безопасность вакцины
Вакцина, как правило, безопасна, в том числе для пациентов с ВИЧ-инфекцией. Побочные эффекты обычно слабо выражены и быстро проходят.
К ним относятся боль в месте инъекции или небольшой жар, В течение 7—12 дней после вакцинации у 5 % привитых отмечается температура свыше 39,4 °C на 1—2 дня, у 2 % — сыпь, у 1 из 3000 развиваются фебрильные судороги, у одного из 30 000 — тромбоцитопеническая пурпура.
Зарегистрирован примерно один случай анафилаксии на сто тысяч вакцинаций.
Хотя вакцинация от кори производится живым вирусом, передача вакцинного штамма вируса кори среди людей не была зафиксирована. Увеличения случаев синдрома Гийена-Барре, аутизма и воспалительных заболеваний кишечника не выявлено.

### В России

Вакцинация против кори в разных странах мира

В соответствии с российским национальным календарём прививок, который утверждён приказом Министерства здравоохранения РФ № 125н от 21 марта 2014 года, вакцинация против кори проводится комбинированной живой вакциной от кори, краснухи и паротита одновременно в возрасте 12 месяцев, ревакцинация — в 6 лет.
В соответствии с тем же приказом вакцинация против кори и ревакцинация против кори показана всем детям и взрослым в возрасте от 1 года до 35 лет в том случае, если они не болели, не привиты, привиты однократно против кори или не имеют сведений о прививках против кори. В возрастной категории 36—55 лет при тех же условиях вакцинация от кори показана представителям некоторых профессий — медики и педагоги, работники организаций торговли, транспорта, коммунальной и социальной сферы.
В 2002 году в России была принята Национальная программа элиминации кори к 2007—2010 годам.
Охват двумя дозами вакцины от кори в России соответствует рекомендованному ВОЗ уровню (свыше 95 %) начиная с 2003 года.

## История борьбы с корью
До широкого распространения вакцинации, до середины XX века, крупные эпидемии кори происходили каждые 2—3 года, более 90 % лиц к 10-летнему возрасту заражались корью, в большинстве случаев с клиническими проявлениями.
Заболеваемость циклично колебалась, оставаясь в целом на одном и том же уровне в течение XX века (например, в США на 100 000 человек в год — в среднем как в 1910-х, так и в 1958—1962 — около 290—310 случаев, при колебаниях ежегодной заболеваемости от 200 до 700 случаев). В то же время, в развитых странах благодаря воздействию ряда медицинских и социоэкономических факторов, смертность от кори непрерывно снижалась (так, в США летальность снижалась от 2,1 % в 1910-х до 0,085 % в 1958—1962, в Англии к 1958—1962 летальность снизилась до 0,02 %).
Вакцина против кори была создана в 1963 году. На то время, уровень популяционного иммунитета, достаточный для прерывания распространения кори в конкретном районе, приблизительно оценивался в 55 %, и предполагалось, что будет достаточно одной дозы вакцины.
В СССР кампания по вакцинации против кори началась в 1968 году; с 1973 — однократная прививка от кори введена в календарь прививок; с 1996 года в России введена повторная вакцинация. До распространения вакцинации, в период 1950—1968 заболеваемость циклично колебалась от 500 до 1200 случаев на 100 000 человек в год, в одном очаге заболевания было в среднем 30 заболевших, а доля очагов с одним заболевшим составляла 17 %, летальность составляла 0,15 %. С 1995 года в России заболеваемость корью чрезвычайно низка — от 5,4 на 100 тыс. населения в 1996 году до 1,4 в 2001 году.
В 1978 году Центр по контролю и профилактике заболеваний США (CDC) поставил цель искоренить корь в США за четыре года; в 1989 году, после ряда вспышек кори среди привитых школьников, была введена повторная вакцинация; в 2000 году было объявлено об искоренении эндемичной кори в США при уровне около 100 случаев кори в год (за 1999—2001 годы).
За 1980-е и 1990-е охват вакцинации в мире возрос с 40 % до 80 %.
Стратегия борьбы с корью включала плановую иммунизацию, кампании по срочной иммунизации для отдельных районов и групп населения, обеспечение витамином А, уход за больными и расследование случаев заражения.
Количество зарегистрированных случаев кори в мире снизилось с 4 млн в 1983 году до 800 тысяч в 1994 году, оставаясь примерно на этом уровне до 1998 года, однако при зарегистрированных 800 тысячах случаев кори в год, истинная заболеваемость по некоторым моделям оценивалась в 36 млн случаев, а смертность — в 0,9—1 млн случаев, причём на корь приходилось 7 % детской смертности.

### План ВОЗ по глобальной ликвидации кори
В 1997 году Европейский регион Всемирной организации здравоохранения поставил цель полного искоренения кори в Европе. Предполагалось, что для этого потребуется снизить количество не охваченных вакцинацией до 15 % для группы 1—4 лет (учитывая не привитых детей до года), до 10 % для группы 5—9 лет, и 5 % для любой другой возрастной когорты.
В 2001 году Всемирная организация здравоохранения (ВОЗ) начала новую кампанию — «Инициатива по борьбе против кори и краснухи». В 2005 году была поставлена цель по снижению на 90 % оценочной смертности от кори на глобальном уровне к 2010 году в сравнении с уровнем смертности в 2000 году. В то же время, Американский и Европейский регионы ВОЗ, Регион Восточного Средиземноморья и Регион стран Западной части Тихого океана поставили цель полного искоренения кори в своей географической зоне.
На 2009 год было отмечено, что для полного искоренения кори в стране уровень иммунизации должен превышать 93—95 %, для чего уровень охвата двумя дозами вакцины в каждом из её районов должен быть не менее 95 %; а для снижения смертности от кори, охват двумя дозами вакцины должен превышать 90 % на национальном уровне и 80 % в каждом районе страны.
В 2010 году были поставлены новые цели: к 2015 году увеличить охват детей в возрасте 1 года первой дозой вакцины до 90 % на национальном уровне; поддерживать ежегодную заболеваемость корью на уровне менее 5 случаев на миллион; и сократить оценочную смертность от кори по сравнению с оценкой 2000 года на 95 %.
Ускорение в 2000-х годах мероприятий по иммунизации от кори, предпринятое ВОЗ, и повышение охвата с 72 % в 2000 году до 84—86 % в 2010—2017 годax, оказало значительное воздействие на снижение заболеваемости и смертности от кори, однако поставленные цели (90 %, затем 95 % снижение смертности) не были достигнута ни к 2010 году, ни к 2015 году.
Глобальная смертность от кори с 2000 до 2017 годы снизилась на 80 %, смертность за эти годы оценивалась в 545 000 случаев (первоначально, 1 000 000 случаев) и 111 000 случаев, соответственно.
Количество учтенных случаев кори снизилось от 700—870 тысяч в 1996—2000 годах до 212—360 тысяч случаев с 2011—2015 годах.
На 2016 год, корь считалась причиной 1,3 % детской смертности
С 2004 года количество стран, где достигнут действительно высокий охват вакцинацией от кори практически неизменно, и составляет около 80 стран с охватом первой дозой в 95 % и выше и 45—50 стран с охватом двумя дозами вакцины в 95 % и выше.
После того как в 1994 году Американский регион ВОЗ поставил цель полного искоренения кори в регионе, в 2002 году в Северной и Южной Америках была прекращена циркуляция эндемичной кори, а в 2016 году Панамериканская организация здравоохранения объявила о полном искоренении кори в регионе благодаря массовому применению вакцины MMR; в 2015 году в регионе было зарегистрировано всего 610 случаев кори.

### 2018—2019
В 2018—2019 годах в мире наблюдались крупные вспышки заболевания корью.
Число заболевших корью в Европе в 2018 году достигло рекорда за последние 10 лет. Количество инфицированных за год составило до 82 тысяч человек, 72 случая с летальным исходом; в 2000—2017 годах заболеваемость в регионе составляла 4—58 тысяч случаев. В странах Евросоюза заболели суммарно около 12 тысяч человек (70 % диагнозов лабораторно подтверждены); 47 % заболевших — младше 15 лет; по крайней мере в 6 % случаев корь была завезена в страну извне.
Эпидемия кори на Украине поразила свыше 46 тысяч человек (по другим источникам — около 30 тысяч человек), более половины заболевших — дети; Министерство здравоохранения Украины объявило, что не менее 90 % населения должны быть вакцинированы, чтобы улучшить санитарно-эпидемиологическую ситуацию в стране.
В Бразилии, после объявления региона свободным от кори в 2016 году, в 2018 году было зарегистрировано более 10 тысяч случаев.
В США количество заболеваний в 2018 году выросло в 6 раз по сравнению с 2017 годом, дойдя до 790 случаев.
В 2019 году в штате Нью-Йорк в результате вспышки кори объявлено чрезвычайное положение. Массовость заболевания (более 150 случаев) явилась следствием отказа жителей прививаться по религиозным причинам. Вслед за вспышками заболеваний в штатах Вашингтон, Калифорния, Техас и Иллинойс (всего в США — более 300 случаев за январь-март) введён штраф в размере 500 долларов и тюремный срок до шести месяцев за появление непривитого человека в общественных местах. Было издано распоряжение, запрещавшее на 30 дней несовершеннолетним, не сделавшим прививки, появляться без сопровождения в школах, торговых центрах, ресторанах и местах поклонения; впоследствии распоряжение было приостановлено.
По сообщению минздрава России, за 2018 год в стране корью заболело 2538 человек; по данным ВОЗ в России в 2018 году свыше 7 тысяч случаев диагностированной кори (в 2—3 раза выше пиков 2013—2014 годов), но 2125 лабораторно подтвержденных случаев (немногим менее, чем в 2013—2014 годах).
Эксперты ВОЗ отмечают, что причиной сложившейся ситуации стало резкое снижение уровней вакцинации[уточнить] против кори, особенно в маргинальных группах населения в ряде стран Европы; в Евросоюзе только в четырёх странах достигнут рекомендуемый охват двумя дозами вакцины от кори (свыше 95 %), в то же время накануне вспышки заболеваний в европейском регионе был достигнут рекордно высокий (90 %) охват второй дозой противокоревой вакцины и увеличился (до 95 %) охват первой дозой. За предыдущие годы (2000—2017) уровень охвата первой дозой вакцины от кори на Украине сильно падал в период 2009—2016 годов, когда он не достигал 80 %, в то же время в США, России, Бразилии этот показатель существенно не менялся, составляя, по оценкам ВОЗ, 90—93 %, 97—99 %, и 95—100 %, соответственно.
ВОЗ назвала недоверие к вакцинации одной из 10 главных угроз здравоохранению в 2019 году.

### На английском языке
- The Measles & Rubella Initiative
- Measles U.S. National Library of Medicine, National Institutes of Health
- About Measles // U.S. Center for Disease Control and Prevention
- Measles Vaccinations // U.S. Center for Disease Control and Prevention
- Reported estimates of MCV2 (Measles-containing vaccine 2nd dose) coverage // WHO
- Measles, Back In The Days Before The Marketing Of The Vaccine //
- National Institutes of Health. //

### На русском языке
- Руководство по лабораторной диагностике кори и краснухи (pdf). ВОЗ. Дата обращения: 14 апреля 2016.
- Корь, учебный фильм